# John A. Burbank

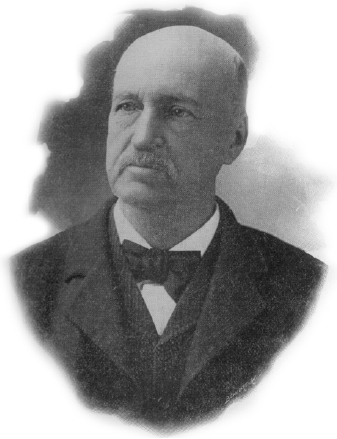
John A. Burbank (1902)

John Albyne Burbank (* 23. Juli 1827 in Centerville, Wayne County, Indiana; † 19. Dezember 1905 in Richmond (Indiana)) war ein US-amerikanischer Geschäftsmann und Politiker. Von 1869 bis 1873 war er der 4. Gouverneur des damaligen Dakota-Territoriums.

## Frühe Jahre und politischer Aufstieg
John Burbank besuchte die örtlichen Schulen seiner Heimat in Indiana. Danach betrieb er zusammen mit seinem Vater ein Handelsgeschäft. Im Jahr 1853 wurde er erster Bürgermeister und Postmeister des von ihm mitgegründeten Ortes Falls City im damaligen Nebraska-Territorium. In den 1860er ernannte Jahren Präsident Abraham Lincoln Burbank zum Indianerbeauftragten der Bundesregierung für die Stämme der Iowa und der Sac in Missouri. Danach arbeitete er in der Administration des Gouverneurs von Indiana und betätigte sich als Geschirrgroßhändler, bevor er im westlichen Dakota-Territorium mit der Organisation des abzuspaltenden Wyoming-Territoriums befasst wurde.

## Territorialgouverneur
Im Jahr 1869 wurde Burbank von Präsident Ulysses S. Grant zum neuen Gouverneur des Dakota-Territoriums ernannt. Seine Amtszeit verlief eher unglücklich. Unter anderem langer Abwesenheiten wegen war Burbank in seinem Territorium nicht besonders beliebt. Auch gab es in seiner Amtszeit nach wie vor Spannungen mit den Indianern, die sich einer zunehmenden Anzahl weißer Siedler gegenübersahen. Ebenfalls in Burbanks Amtszeit erreichte die Eisenbahn in Fargo das Land; im Jahr 1873 erreichte das Schienennetz die spätere Hauptstadt Bismarck. Burbank selbst kümmerte sich in seiner Amtszeit mehr um seine privaten Belange und sah sich einer wachsenden Opposition gegenüber. Daraufhin wurde sein Stellvertreter, der Secretary of State Edwin S. McCook, der schon zuvor die Amtsgeschäfte im Wesentlichen führte, im Frühjahr 1873 zum geschäftsführenden Territorialgouverneur ernannt. Nach dessen Ermordung im darauf folgenden September wurde Burbank mit Unterstützung seines Schwagers, des damaligen Senators und vorherigen Gouverneurs von Indiana Oliver P. Morton, das Amt zurückübertragen. Erneute Korruptionsvorwürfe führten jedoch zu seinem Rücktritt zum 1. Januar 1874.

## Weiterer Lebenslauf
Über Burbanks weiteren Lebenslauf ist nicht viel bekannt. Er ist nach Indiana zurückgekehrt, wo er in Richmond bei der Postverwaltung angestellt wurde. Er starb im Jahr 1905 und wurde auf dem dortigen Earlham Friedhof begraben.